# Свічкар Роман Юрійович
Роман Юрійович Свічкар (18 червня 1993) — український фехтувальник на шпагах, фіналіст Олімпійських Ігор в Токіо 2020, срібний та бронзовий призер чемпіонату світу. Срібний призер чемпіонату Європи U23.

## Кар'єра
2010 року посів третє місце на Чемпіонаті світу серед кадетів до 17 років в Азербайджані. 
Взяв участь у перших Юнацьких Олімпійських Іграх в Сінгапурі 2010.
У 2015 році на Чемпіонаті Європи U23, виборов срібну нагороду в командних змаганнях. 
З сезону 2017/18 почав потрапляти в основний склад української команди з фехтування на шпагах. Першу у своїй кар'єрі медаль на етапах Кубка світу спортсмен виграв 13 травня 2018 року, завоювавши бронзову медаль разом з командою на турнірі у Парижі. На дебютному для себе чемпіонаті Європи зайняв особисте 19-те місце та 5-те у команді.
На чемпіонаті світу зумів виграти особисту бронзову нагороду. На шляху до медалі спортсмен переміг Петера Турнау, діючого чемпіона світу Паоло Піццо, Фейзулла Алімова та Беньяміна Штеффена, а у півфіналі поступився Янніку Борелю, який і став чемпіоном.
У липні 2019 року Свічкар разом із Рейзліним, Нікішиним та Гереєм стали срібними призерами чемпіонату світу. У фіналі українська команда поступилася Франції (37:45). 
Перемога у номінації - "Найкраща збірна України 2019"
У жовтні 2019 року на 7-х Всесвітніх Іграх серед військовослужбовців в Китаї разом з Андрієм Ягодкою, Олексієм Стаценком та Юрієм Цапом вибороли бронзову нагороду.
У липні 2021 року виступив на своїх дебютних Олімпійських іграх, які відбулися у Токіо. В особистих змаганнях поступився у першому поєдинку швейцарцю Максу Хайнцеру (11:15). У командних змаганнях, збірна України виступила у складі Рейзлін, Нікішин, Свічкар, Герей. У чвертьфіналі вони поступилися збірній Китаю (35:45). Після цього перемогли збірну Італії (45:39), а у поєдинку за п'яте місце поступилися Франції (39:45).  

## Медальна статистика
| Сезон   | Дата              | Місце проведення | Турнір          | Результат |
| ------- | ----------------- | ---------------- | --------------- | --------- |
| 2018/19 | 23 липня 2018     | Усі, Китай       | Чемпіонат світу | Бронза    |
| 2019/20 | 22 листопада 2019 | Берн, Швейцарія  | Кубок світу     | Бронза    |

| Сезон   | Дата              | Місце проведення   | Турнір          | Результат |
| ------- | ----------------- | ------------------ | --------------- | --------- |
| 2017/18 | 13 травня 2018    | Париж, Франція     | Кубок світу     | Бронза    |
| 2018/19 | 22 липня 2019     | Будапешт, Угорщина | Чемпіонат світу | Срібло    |
| 2019/20 | 24 листопада 2019 | Берн, Швейцарія    | Кубок світу     | Бронза    |
| 2020/21 | 21 березня 2021   | Казань, Росія      | Кубок світу     | Срібло    |
| 2021/22 | 13 лютого 2022    | Сочі, Росія        | Кубок світу     | Срібло    |